# Ленг, Александр Гордон
Александр Гордон Ленг (англ. Alexander Gordon Laing; 27 декабря 1793, Эдинбург — 26 сентября 1826) — шотландский путешественник, исследователь Западной Африки, первый европеец, достигнувший Тимбукту.

## Биография
Александра учил отец, Уильям Ленг, частный педагог, затем он обучался в Эдинбургском университете. В 1811 году Ленг переехал на Барбадос, где устроился клерком у своего дяди, полковника (позже генерала) Гэбриела Гордона. Генерал Джордж Беквит, губернатор Барбадоса, устроил его в звании энсина в йоркский лёгкий пехотный полк. Ленг служил в Вест-Индии, а в 1822 году уже в звании капитана был переведён в королевский африканский корпус. В том же году он был послан губернатором Сьерра-Леоне Маккарти на восток, в земли народа мандинго, чтобы установить отношения с местным населением и пресечь торговлю рабами в регионе.
В конце года Ленг посетил Фалабу, столицу небольшого государства Сулима, добрался до истока реки Рокел и попытался исследовать исток Нигера, но столкнулся с агрессивными туземцами. Ленг принимал активное участие в англо-ашантийской войне 1823—1824 годов, после которой вернулся в Британию с новостью о смерти губернатора Чарльза Маккарти. Генри Батерст, секретарь по делам колоний, отправил капитана Ленга в экспедицию через Триполи к Томбукту с целью подробного исследования бассейна Нигера. Ленг покинул Англию в феврале 1825 года, 14 июля женился на Эмме Уоррингтон, дочери британского консула в Триполи.
Через два дня после свадьбы Ленг отправился в путешествие через Сахару. В октябре 1825 года он добрался до оазиса Гадамес, а в декабре был уже у оазиса Туат, где его хорошо приняли туареги. 10 января 1826 года Ленг покинул Туат и направился через пустыню к Тимбукту. На этом пути экспедиция сильно пострадала от лихорадки и нападений туарегов, сам Ленг получил множество ранений в бою с берберами. 18 августа ему всё же удалось достичь Тимбукту. Ленг прожил в городе 38 дней, после чего, ощущая растущую враждебность местного населения и опасаясь за свою жизнь, отправился в обратный путь. По пути Ленг был убит фанатиком-мусульманином, опасавшимся наплыва европейцев в эти земли.
Свидетельствами этого путешествия стали лишь письма, которые отправлял Ленг, но все его экспедиционные записи пропали. В 1825 году были опубликованы записи Ленга о его первом путешествии к бассейну Нигера.